# Jermaine Seoposenwe
Jermaine Seoposenwe (Ciudad del Cabo, Sudáfrica, 12 de octubre de 1993) es una futbolista sudafricana. Juega en la demarcación de delantera en el Club de Fútbol Monterrey Femenil de la Liga MX Femenil.

## Carrera

### FC Gintra
El 16 de abril de 2019, se anunció que Seoposenwe había firmado su primer contrato profesional con el FC Gintra de Lituania, uniéndose a ellas para jugar en la temporada 2019-20 de la Liga de Campeones Femenina de la UEFA. Se incorporó junto a su compañera de selección sudafricana Nothando Vilakazi.

### Real Betis
Seoposenwe fichó por el Real Betis Balompié español el 7 de febrero de 2020, debutando en la victoria por 2-1 ante el R.C.D. Espanyol el fin de semana siguiente.
La temporada terminaría antes de tiempo debido a la pandemia de COVID-19, y Seoposenwe había disputado sólo tres partidos en todas las competiciones.

### Braga
El 6 de julio de 2020, Seoposenwe fue anunciada como nueva jugadora del Sporting Clube de Braga. Tuvo un impacto inmediato en el club en su primera campaña, marcando dos goles el 13 de enero de 2021 contra su rival S.L. Benfica en la final de la Copa de Portugal en una victoria por 3-1.
En su segunda temporada en el club, Seoposenwe marcó 8 goles y dio 7 asistencias en 19 partidos de liga en los que el club terminó tercero en el Campeonato Nacional. El 23 de marzo de 2022, el Braga ganó la Copa de la Liga en la tanda de penaltis contra el Benfica, con Seoposenwe jugando los 120 minutos.

### Juárez
El 23 de agosto de 2022, se anunció a Seoposenwe como nueva jugadora del FC Juárez Femenil mexicano. Anotó el gol más rápido en la historia de la Liga MX Femenil el 26 de septiembre de 2022 ante Querétaro, a los ocho segundos.

### Monterrey
El 21 de junio de 2023, fue anunciada como nuevo refuerzo de las Rayadas de Monterrey, con un contrato por dos años.

## Carrera internacional
El 18 de octubre de 2015, Seoposenwe marcó el gol de la victoria contra Guinea Ecuatorial que aseguró la clasificación de Sudáfrica para los Juegos Olímpicos de Verano de 2016 en Río de Janeiro.
Seoposenwe fue una jugadora clave para Sudáfrica en la Copa Africana de Naciones Femenina 2018, en la que las Banyana Banyana alcanzaron la final, pero perdieron contra Nigeria en la tanda de penaltis.
El 4 de julio de 2022, Seoposenwe marcó el primer gol de las Banyana Banyana en su victoria por 2-1 contra Nigeria en la Copa Africana de Naciones Femenina 2022.